# أنطونيو غارسيا مارتينيز
أنطونيو غارسيا مارتينيز (بالإسبانية: Antonio García Martínez)‏ هو دراج إسباني، ولد في 24 ديسمبر 1956 في إشبيلية في إسبانيا.

## روابط خارجية
- أنطونيو غارسيا على موقع Paralympic.org (الإنجليزية)
- أنطونيو غارسيا على موقع اللجنة البارالمبية الإسبانية (الإسبانية)